# 麥可·蘭德
麥可·Z·蘭德（英語：Michael Z Land，1961年—）是美國波士頓出生的男性電子遊戲作曲家，多經手LucasArts公司所發行冒險遊戲之配樂內容，且為配樂用遊戲引擎「iMUSE」的創作者之一。

## 經歷
五歲時麥可·蘭德在父母要求下開始學習古典鋼琴，之後在十二歲對學習鋼琴感到挫敗而改練電貝斯之類的樂器，另外於高校期間也參與過一些樂團的活動。在就讀哈佛大學時；麥可·蘭德除主攻電子音樂科目、也重新燃起對於古典音樂的興趣。
自哈佛大學畢業後麥可·蘭德有繼續前往密爾斯學院繼續學習電子音樂外，另外接觸複音音樂與電腦方面的程式設計領域。
從密爾斯學院完成學業之後，麥可·蘭德於數位音效設備生產商Lexicon就職，在此公司工作的三年期間麥可·蘭德以接觸MIDI類型控制器加強了電腦程式的編寫。
1990年麥可·蘭德進入了Lucasfilm Games（往後的LucasArts遊戲公司），而第一次接下的任務為替羅恩·吉伯特以海盜為題材創作的冒險遊戲系列《猴島小英雄》首作─《猴島的秘密》製作配樂。當時為《猴島的秘密》配樂時麥可·蘭德注意到該作品的架構在音樂的互動效果表現上不佳，之後他在替續作《猴島小英雄2：老查克的復仇》製作音樂時；便與在哈佛大學結識的彼得·麥康奈爾創作出新的音樂遊戲引擎iMUSE。此遊戲引擎不僅用於《猴島小英雄2：老查克的復仇》上，往後LucasArts出品的多數遊戲也有採用之。
在完成iMUSE後，麥可·蘭德多與彼得·麥康奈爾；以及後來加入的克林特·班加吉安三人共同合力為LucasArts出品的冒險遊戲創作配樂，其中《猴島小英雄》系列在2009年前所發行各部遊戲的音樂；皆有交由讓麥可·蘭德經手。

## 參與作品
- 猴島的秘密（1989年）：配樂
- Masterblazer（1990年）：音效處理
- 納粹飛行秘史（1991年）：配樂
- 猴島小英雄2：老查克的復仇（1991年）：配樂
- 星際大戰：X戰機（1992年）：配樂
- 亞特蘭提斯之謎（1992年）：配樂
- 星際大戰：叛軍進攻（1992年）：音效處理指導
- 妙探闖通關 大腳之謎（1993年）
- 瘋狂時代（1993年）：配樂
- 星際大戰：鈦戰機（1995年）：配樂
- 異星搜奇（1995年）：配樂
- 猴島的詛咒（1997年）：配樂
- 執法悍將（1997年）：音效開發管理
- 星際大戰：權力之爭（1998年）：音效管理
- 神通鬼大（1998年）：音效監製
- 猴島小英雄 逃離猴島（2000年）：配樂
- 模擬城市4（2003年）：配樂
- 新冰城傳奇（2004年）：配樂
- 猴島傳說（2009年）：配樂
- 重返猴島（2022年）：配樂

## 外部連結
- 麥可·蘭德在互联网电影资料库（IMDb）上的資料（英文）